# Sahelkuiftrap
De sahelkuiftrap (Lophotis savilei synoniem: Eupodotis savilei) is een vogel uit de familie van de trappen (Otididae). Het is de kleinste van de drie soorten kuiftrappen, die zo als de naam al zegt, voorkomt in de Sahel.

## Kenmerken
De vogel is gemiddeld 42 cm lang, kleiner dan de andere twee soorten. Deze soort heeft meer zwart op de keel en minder wit op de borst. De bovenkant is zandkleurig roodbruin en (vergeleken met de andere kuiftrappen) onduidelijke V-vormige markeringen. De vogel heeft minder grijs op kop dan de Zuid-Afrikaanse kuiftrap. Het vrouwtje is niet zo blauwgrijs op de nek en de kop, maar kaneelkleurig.

## Verspreiding en leefgebied
Deze soort komt voor van Mauritanië, Senegal en Gambia tot centraal Soedan. Het leefgebied bestaat uit savanne met struikgewas en verspreid bomen (Acacia) en lang gras of dichte pollen bij uitgedroogde poelen.

## Status
De grootte van de wereldpopulatie is niet gekwantificeerd en er ontbreekt informatie. Men veronderstelt dat de soort redelijk algemeen voorkomt in geschikt habitat en dat de aantallen stabiel zijn. Om deze redenen staat de sahelkuiftrap als niet bedreigd op de Rode Lijst van de IUCN.